# Eric Watson
Eric Watson (ur. 20 lipca 1925 w Dunedin, zm. 25 marca 2017 tamże) – nowozelandzki krykiecista i rugbysta, trener oraz działacz sportowy.
Dla regionalnej krykietowej drużyny Otago w sezonach 1947/48 – 1959/60 rozegrał 46 meczów pierwszej klasy: jako batsman zaliczając 1779 runów – w tym jedną setkę – przy średniej 21,43, zaś jako bowler wyeliminował 41 odbijających oddając im średnio 30,46 runów. W rugby union przez wiele lat związany był z klubem Zingari-Richmond RFC, został także powołany do zespołu reprezentującego Otago. Uprawiał także bowls i golfa.
Po zakończeniu aktywnej kariery sportowej zajął się pracą trenerską w rugby. Trenował Zingari-Richmond RFC doprowadzając go w 1959 roku do pierwszego od roku 1913 triumfu w regionalnych rozgrywkach, w latach 1962–1971 prowadził natomiast zespół Otago. Od roku 1972 przez siedem sezonów był trenerem Junior All Blacks – zaplecza pierwszej reprezentacji, którą udało mu się raz, w 1973 roku w rodzinnym Dunedin, pokonać – jednocześnie był selekcjonerem drużyny reprezentującej Wyspy Południowej. W 1979 roku mianowany został trenerem reprezentacji kraju, dwa sezony w tej roli rozpoczął wygraną nad Francją, potem nastąpiły porażki z Australią, zaś kadencję zakończył w kolejnym roku zwycięskim tournée po północnej półkuli.
Był właścicielem zakładu produkującego szyldy, w latach 1973–1980 był działaczem Otago RFU, przez wiele lat tę samą rolę pełnił w macierzystym klubie. Dwukrotnie żonaty, z Billie i Daphne; córki Lynette i Henrietta. W 2013 roku został przyjęty do Otago Rugby Hall of Fame.